# Thomas Sweeney
Thomas Sweeney (ur. 11 kwietnia 1929 w Brisbane, zm. 17 lutego 2017 w Melbourne) – australijski rugbysta grający na pozycji obrońcy, reprezentant kraju, następnie trener; z zawodu inżynier.

## Życiorys
Uczęszczał do St Joseph's College, po czym związał się z Brothers Rugby Club. Przez pięć lat grał w zespołach rezerw, do pierwszego składu przebijając się w roku 1952. W latach 1952–1953 był także podstawowym obrońcą stanowej drużyny.
Dobre występy dały mu miejsce w składzie kadry narodowej na wyprawę do Nowej Zelandii zaplanowane na 1952 rok, jednak tydzień przed wyjazdem musiał z niej zrezygnować po złamaniu kilku żeber w stanowej potyczce z Fidżyjczykami. Kolejne powołanie otrzymał jednak w następnym roku i jako jeden z dwóch obrońców wziął udział w czteromiesięcznym tournée po Południowej Afryce obejmującym dwadzieścia osiem meczów. Podczas niej był najskuteczniejszym pod względem zdobytych punktów zawodnikiem, zagrał w czternastu spotkaniach, w tym w jednym z testmeczów. Wkrótce po powrocie z południowoafrykańskiej wyprawy grając w barwach Brisbane zerwał więzadło krzyżowe przednie i zakończył sportową karierę.
Uprawiał także lekkoatletykę, był mistrzem Queensland w skoku wzwyż w latach 1947–1952, w ostatnim z nich uczestniczył także w australijskich eliminacjach olimpijskich.
Będąc z wykształcenia inżynierem przez dziesięć lat pracował przy Snowy Mountains Hydro-Electric Scheme, a następnie przy odbudowie Gate Bridge w Melbourne. Nie stracił jednak kontaktu ze sportem, na początku lat sześćdziesiątych tworzył drużyny juniorskie, trenował także seniorów Brothers Rugby Club oraz Melbourne University RFC.
Jego ojciec reprezentował Australię w rugby league, jego krewnym był zaś Des Connor – rugbysta, reprezentant zarówno Australii, jak i Nowej Zelandii.